# فیلم کوتاه (لارا مارلینگ)
«فیلم کوتاه» (انگلیسی: Short Movie) پنجمین آلبوم از هنرمند اهل بریتانیا لارا مارلینگ است.
این آلبوم در چارت‌های، بریتانیا جزو ده آلبوم اول قرار گرفت.